# Eishockey-Europapokal 1985/86
Der Eishockey-Europapokal in der Saison 1985/86 war die 21. Austragung des gleichnamigen Wettbewerbs durch die Internationale Eishockey-Föderation IIHF. Der Wettbewerb begann im Oktober 1985; das Finale wurde im August 1986 ausgespielt. Insgesamt nahmen 17 Mannschaften teil. Der ZSKA Moskau verteidigte zum achten Mal in Folge den Titel.

## Modus und Teilnehmer
Die Landesmeister des Spieljahres 1984/85 der europäischen Mitglieder der IIHF waren für den Wettbewerb qualifiziert. Der Wettbewerb wurde im K.-o.-System in Hin- und Rückspiel ausgetragen. Das Finale wurde in einer Fünfergruppe im Modus Jeder-gegen-Jeden ausgespielt.
| - CH Txuri Urdin San Sebastián - SHC Saint Gervais - Durham Wasps - Deko Builders Amsterdam - Újpesti Dózsa Budapest - HC Davos - Slawia Sofia - HK Jesenice - SC Dynamo Berlin | - HC Bozen - EC Klagenfurter AC - Zagłębie Sosnowiec - Ilves Tampere (gesetzt für die 2. Runde) - SB Rosenheim (gesetzt für die 2. Runde) - Södertälje SK (gesetzt für die 2. Runde) - ASD Dukla Jihlava (gesetzt für die 2. Runde) - ZSKA Moskau (Titelverteidiger; gesetzt für die 2. Runde) |

## Turnier

### Qualifikation
Die Spiele der Qualifikation wurden am 10. und 24. Oktober 1985 ausgetragen. Vier Mannschaften spielten die zwei Qualifikanten für die erste Runde aus.
|                         |              | Gesamt | 1. Spiel | 2. Spiel |
| ----------------------- | ------------ | ------ | -------- | -------- |
| Durham Wasps            | HK Jesenice  | 9:15   | 6:7      | 3:8      |
| Deko Builders Amsterdam | Slawia Sofia | 28:2   | 10:1     | 8:1      |

### 1. Runde
Die Spiele der ersten Runde wurden im November 1985 ausgetragen. Zehn Mannschaften spielten die fünf Qualifikanten für die zweite Runde aus.
|                              |                        | Gesamt | 1. Spiel | 2. Spiel |
| ---------------------------- | ---------------------- | ------ | -------- | -------- |
| SC Dynamo Berlin             | Újpesti Dózsa Budapest | 19:21  | 11:1     | 8:1      |
| SHC Saint Gervais            | Zagłębie Sosnowiec     | 8:62   | 5:3      | 3:3      |
| HK Jesenice                  | HC Davos               | 7:17   | 5:8      | 2:9      |
| CH Txuri Urdin San Sebastián | HC Bozen               | 1:23   | 1:5      | 0:18     |
| Deko Builders Amsterdam      | EC Klagenfurter AC     | 7:13   | 2:4      | 5:9      |

1 Beide Spiele fanden in Berlin statt.

2 Beide Spiele fanden in Saint Gervais statt.

### 2. Runde
Die Spiele der zweiten Runde wurden im Februar 1986 ausgetragen. Die fünf Sieger der ersten Runde sowie die fünf gesetzten Teilnehmer –  Ilves Tampere,  SB Rosenheim,  Södertälje SK,  ASD Dukla Jihlava und der Titelverteidiger  ZSKA Moskau – spielten die fünf Qualifikanten für das Finalturnier aus.
|                    |                   | Gesamt              | 1. Spiel            | 2. Spiel            |
| ------------------ | ----------------- | ------------------- | ------------------- | ------------------- |
| HC Bozen           | ZSKA Moskau       | 2:231               | 1:11                | 2:11                |
| EC Klagenfurter AC | ASD Dukla Jihlava | 3:142               | 1:4                 | 2:10                |
| HC Davos           | Södertälje SK     | 10:18               | 5:9                 | 5:93                |
| SC Dynamo Berlin   | SB Rosenheim      | 5:6                 | 1:3                 | 4:3                 |
| SHC Saint Gervais  | Ilves Tampere     | Tampere verzichtete | Tampere verzichtete | Tampere verzichtete |

1 Beide Spiele fanden in Bozen statt.

2 Beide Spiele fanden in Klagenfurt am Wörthersee statt.

3 Fand in Zürich statt.

### Finalturnier
Das Finalturnier wurde vom 24. bis 30. August 1986 im deutschen Rosenheim ausgetragen. Die Spiele fanden im 7.200 Zuschauer fassenden Marox-Stadion statt.
| 24. August 1986 | SB Rosenheim Axel Kammerer | 1:3 (1:1, 0:1, 0:1) | Södertälje SK Hans Särkijärvi Glenn Johansson Anders Eldebrink | Marox-Stadion, Rosenheim |

| 24. August 1986 | SHC Saint Gervais André Côté André Peloffy | 2:10 (1:4, 0:5, 1:1) | ASD Dukla Jihlava Petr Vlk (3) Jaroslav Benák (2) Kamil Kašťák (2) Antonín Mička Ladislav Svozil Bedřich Ščerban | Marox-Stadion, Rosenheim |

| 26. August 1986 | ZSKA Moskau Andrei Chomutow (2) Igor Wjasmikin Sergei Makarow Jewgeni Dawydow Wladimir Konstantinow Wjatscheslaw Bykow Wladimir Krutow Wladimir Konstantinow Alexander Sybin | 10:2 (2:0, 2:0, 6:2) | Södertälje SK Tomas Jernberg Mats Kilström | Marox-Stadion, Rosenheim Zuschauer: 450 |

| 26. August 1986 | SB Rosenheim Ernst Höfner (2) Ron Fischer Georg Franz Axel Kammerer Vincent Lukáč Anton Maidl Manfred Ahne Markus Berwanger | 9:4 (4:0, 2:2, 3:2) | SHC Saint Gervais Paulin Bordeleau (2) André Côté Stéphane Lessard | Marox-Stadion, Rosenheim |

| 27. August 1986 | SHC Saint Gervais Paulin Bordeleau | 1:19 (0:6, 0:5, 1:8) | ZSKA Moskau Sergei Makarow (4) Jewgeni Dawydow (4) Igor Wjasmikin (3) Waleri Kamenski Wjatscheslaw Bykow Wladimir Konstantinow Wjatscheslaw Fetissow Igor Larionow Irek Gimajew Alexander Sybin Andrei Chomutow | Marox-Stadion, Rosenheim |

| 27. August 1986 | SB Rosenheim Ernst Höfner (2) Markus Berwanger Michael Pohl Walter Kirchmaier Franz Reindl | 6:4 (1:0, 4:2, 1:2) | ASD Dukla Jihlava Oldřich Válek Petr Vlk Jaroslav Benák Kamil Kašťák | Marox-Stadion, Rosenheim |

| 29. August 1986 | ASD Dukla Jihlava Petr Vlk Libor Dolana Jiří Kučera | 3:9 (1:2, 2:5, 0:2) | ZSKA Moskau Andrei Chomutow (2) Sergei Makarow (2) Alexander Sybin Wladimir Krutow Wjatscheslaw Bykow Irek Gimajew Igor Larionow | Marox-Stadion, Rosenheim |

| 29. August 1986 | Södertälje SK Mats Kilström (3) Glenn Johansson (2) Thom Eklund (2) Anders Frykbo Anders Eldebrink Peter Ekroth Anders Carlsson | 11:0 (1:0, 2:0, 2:0) | SHC Saint Gervais | Marox-Stadion, Rosenheim |

| 30. August 1986 | SB Rosenheim | 0:8 (0:4, 0:2, 0:2) | ZSKA Moskau Igor Wjasmikin (2) Michail Wassiljew Wjatscheslaw Bykow Waleri Kamenski Alexander Sybin Wladimir Krutow Irek Gimajew | Marox-Stadion, Rosenheim |

| 30. August 1986 | ASD Dukla Jihlava Jaroslav Benák Libor Dolana Petr Vlk Oldřich Válek | 4:5 (1:2, 2:1, 1:2) | Södertälje SK Thom Eklund (2) Peter Ekroth Glenn Johansson Anders Eldebrink | Marox-Stadion, Rosenheim |

| Pl. |                   | Sp | S | U | N | Tore  | Punkte |
| --- | ----------------- | -- | - | - | - | ----- | ------ |
| 1.  | ZSKA Moskau       | 4  | 4 | 0 | 0 | 46:06 | 8:0    |
| 2.  | Södertälje SK     | 4  | 3 | 0 | 1 | 21:15 | 6:2    |
| 3.  | SB Rosenheim      | 4  | 2 | 0 | 2 | 16:19 | 4:4    |
| 4.  | ASD Dukla Jihlava | 4  | 1 | 0 | 3 | 21:22 | 2:6    |
| 5.  | SHC Saint Gervais | 4  | 0 | 0 | 4 | 07:49 | 0:8    |

#### Beste Scorer
Abkürzungen: G = Tore, A = Assists, Pts = Punkte; Fett: Turnierbestwert
| Spieler               | Team    | G | A | Pts |
| --------------------- | ------- | - | - | --- |
| Sergei Makarow        | Moskau  | 7 | 3 | 10  |
| Igor Wjasmikin        | Moskau  | 6 | 4 | 10  |
| Petr Vlk              | Jihlava | 6 | 3 | 9   |
| Andrei Chomutow       | Moskau  | 5 | 4 | 9   |
| Wladimir Krutow       | Moskau  | 3 | 6 | 9   |
| Alexander Sybin       | Moskau  | 3 | 6 | 9   |
| Wjatscheslaw Fetissow | Moskau  | 1 | 8 | 9   |
| Jewgeni Dawydow       | Moskau  | 5 | 3 | 8   |
| Jaroslav Benák        | Jihlava | 4 | 4 | 8   |
| Waleri Kamenski       | Moskau  | 3 | 5 | 8   |

### Siegermannschaft
| Europapokalsieger ZSKA Moskau | Torhüter: Jewgeni Beloscheikin, Alexander Tyschnych Verteidiger: Wjatscheslaw Fetissow, Alexei Gussarow, Alexei Kassatonow, Sergei Seljanin, Sergei Starikow, Igor Stelnow, Wladimir Subkow Angreifer: Wjatscheslaw Bykow, Andrei Chomutow, Jewgeni Dawydow, Nikolai Drosdezki, Irek Gimajew, Waleri Kamenski, Wladimir Konstantinow, Wladimir Krutow, Igor Larionow, Sergei Makarow, Alexander Sybin, Michail Wassiljew, Igor Wjasmikin Cheftrainer: Wiktor Tichonow |